# Tsamba-Magotsi
Tsamba-Magotsi è un dipartimento della provincia di Ngounié, in Gabon, che ha come capoluogo Fougamou.